# Pseudochromis flammicauda
Pseudochromis flammicauda är en fiskart som beskrevs av Lubbock och Goldman, 1976. Pseudochromis flammicauda ingår i släktet Pseudochromis och familjen Pseudochromidae. Inga underarter finns listade i Catalogue of Life.